# Podoribates minusculus
Podoribates minusculus är en kvalsterart som först beskrevs av Banks 1906.  Podoribates minusculus ingår i släktet Podoribates och familjen Mochlozetidae. Inga underarter finns listade i Catalogue of Life.